# Live at Stanford Jazz Workshop
Live at Stanford Jazz Workshop è un album dal vivo di Art Farmer, pubblicato dalla Monarch Records nel 1997. Il disco fu registrato il 5 agosto 1996 al Dinkelspiel Auditorium della Stanford University di Palo Alto, California (Stati Uniti).

## Tracce
1. I Mean You – 10:33 (Coleman Hawkins, Thelonious Monk)
2. Eronel – 9:45 (Thelonious Monk)
3. If You Could See Me Now – 5:25 (Tadd Dameron, Carl Sigman)
4. Blue Bossa – 10:11 (Kenny Dorham)
5. Rapture – 10:27 (Harold Land)
6. Born to Be Blue – 6:35 (Mel Tormé, Robert Wells)
7. Straight, No Chaser – 10:16 (Thelonious Monk)

## Musicisti
- Art Farmer - flumpet (strumento personale di Art, ibrido tra la tromba e il flicorno)
- Harold Land - sassofono tenore
- Bill Bell - pianoforte
- Rufus Reid - basso
- Albert Heath - batteria